# Gonolobus macranthus
Gonolobus macranthus là một loài thực vật có hoa trong họ La bố ma. Loài này được Kunze mô tả khoa học đầu tiên năm 1847.